# Pernille Rode
Pernille Rode, coniugata Pilegaard (Gentofte, 18 marzo 1932 – Sorø, 28 novembre 2015), è stata una pallamanista, cestista e altista danese.

## Carriera

### Pallamano
Disputò 10 incontri con la Danimarca tra il 1952 e il 1956.

### Pallacanestro
Con la Danimarca disputò due edizioni dei Campionati europei (1954, 1956), risultando la migliore marcatrice della squadra nel 1956.

### Atletica leggera
Vinse otto medaglie (cinque d'oro) ai campionati danesi tra il 1953 e il 1955, nel salto in alto, salto in lungo e prove multiple.